# Antanambaobe
Antanambaobe is een plaats en commune in het oosten van Madagaskar, behorend tot het district Maroantsetra, dat gelegen is in de regio Analanjirofo. Tijdens een volkstelling in 2001 telde de plaats 13.553 inwoners.
De plaats biedt naast lager onderwijs ook middelbaar onderwijs aan. 80 % van de bevolking werkt als landbouwer. Het belangrijkste landbouwproduct is kruidnagelen; andere belangrijke producten zijn koffie en vanille. Verder is 20% actief in de dienstensector.